# GSC3434-247
GSC3434-247 — хімічно пекулярна зоря спектрального класу A3, що має видиму зоряну величину в смузі V приблизно 11,2.